# Secondo dialogo de Ruzante
Il Secondo dialogo de Ruzante, o Bilora, è un'opera teatrale scritta da Angelo Beolco detto Ruzante intorno al 1526-1528.
Costituisce, insieme al Primo Dialogo de Ruzante (Il reduce) e alla Moscheta, il punto più alto della produzione del Ruzante. In questo lavoro è chiaro l'intento di illustrare alla nobiltà veneziana il malcontento che percorreva la classe contadina per il "tradimento" delle aspettative generali dopo la guerra contro la Lega di Cambrai.

## Contesto storico
In quegli anni Venezia si apprestava ad un periodo di relativa pace, dopo aver riconquistato le terre romagnole che le erano state tolte tra il 1510 e il 1512. Dopo aver perso l'egemonia nei trasporti con l'Oriente a causa dei successi navali del Portogallo nell'Oceano Indiano, e dopo che dal 1502 il confronto con l'impero ottomano aveva tagliato la strada per l'espansione nel Mar Mediterraneo, la Serenissima rivolgeva le proprie attenzioni alla terraferma, che doveva garantire le derrate alimentari. Ma in questo la politica condotta risultava arrogante, sia verso i nobili dell'entroterra, per lo più complici con la Lega (molti di loro erano in galera con l'accusa di tradimento, così come, sembra, uno dei fratelli di Beolco), sia verso i contadini, che si erano dimostrati tenaci baluardi di resistenza.
Sollecitato dall'amico Alvise Cornaro, Ruzante fa un quadro profondamente realistico della situazione e degli umori dell'entroterra, lamentando un troppo rapido cambiamento di abitudini, la perdita di quella che era la poetica legata alla vita agreste, fatta di ritmi, di condizioni che, anziché trovare giovamento per la dimostrata fedeltà, andavano via via peggiorando. Il latifondismo (di cui lo stesso Cornaro fu spregiudicato operatore) andava a creare nuove sacche di povertà ed un graduale processo di urbanizzazione. Del resto, Venezia era il bordello ed il centro di affari in cui confluivano gli interessi della nuova borghesia dai Paesi Bassi, dagli Stati del Nord, dalla Germania neo luterana, dal Portogallo, dalla Spagna, insomma un po' da tutto il mondo occidentale; vi avevano accoglienza anche emissari arabi, e soprattutto gli ebrei vi intessevano intense attività. Era anche tra i più importanti mercati del danaro, essendovi praticata l'usura più che in ogni altro luogo.
In questo clima, Beolco traccia un ritratto della classe contadina che va verso un'urbanizzazione ed una sistemazione che divide nettamente possidenti e mezzadri, differenziandone le psicologie.

## Trama
Bilora va a Venezia, dove la moglie Dina si è rifugiata in casa del vecchio Andronico che, in cambio dei suoi favori, la mantiene e protegge. Dopo aver chiesto a Dina di tornare con lui, ed il conseguente rifiuto, Bilora si apposta e uccide il vecchio.

## Messaggio
Ancora con un atto unico, il Beolco realizza un gioco teatrale di grande efficacia, in cui si offre ampio spunto alle capacità attoriali. Il finale repentino rappresenta un unicum del teatro rinascimentale italiano. Infatti, nessun'altra commedia del periodo si chiude con un omicidio. Questo atto rappresenta un superamento della morale ed un agghiacciante avviso alla corte dogale: i contadini sono cambiati, ed il rischio di questa esasperazione è rilevante.
Il fatto che Dina sia la moglie di Ruzante mette in evidenza il suo diritto di procedere in quel modo. Inizialmente il contadino, che qui appare come Bilora, che in dialetto dell'epoca voleva dire "faina", come sempre sta al gioco. In fondo, il problema dell'umanità rappresentata dal nostro è quello di soddisfare le esigenze primarie di fame, sesso ecc. Non c'è un "amore" vero e proprio, si tratta piuttosto di quel "bisogno carnale" di cui i protagonisti sono prede. È fondamentale rilevare come lo stesso Andronico, ricco e forse nobile, sia preda degli stessi bisogni. Non esiste, quindi, una differenziazione quale quella operata nelle opere contemporanee, per cui l'amore vero era privilegio delle classi più agiate. Qui tutti sono preda degli identici istinti, poiché l'orrore della guerra ha demolito il mondo precedente, lasciando profonde tracce nelle anime di tutti.
Questo è il messaggio più alto dell'opera del Beolco, che fa di lui l'autore più importante del teatro italiano fino a Pirandello, e unico esempio di un teatro di denuncia e di rivalsa nella cultura dominante italiana, malata profondamente di disimpegno.

## Edizioni
- Ruzante, I dialoghi del Ruzante [Parlamento e Bilora], trad. in italiano moderno di Aldo Busi, Milano, Oscar Mondadori, 2007.